# Изотов, Анатолий Иванович
Изо́тов Анато́лий Ива́нович (24 октября 1939, Приморский край) — советский и российский инженер, изобретатель, кандидат технических наук (1974), доцент (1977). Заслуженный работник высшей школы Российской федерации (2010). Почетный профессор Вятского государственного университета (2014).

## Биография
Родился 24 октября 1939 года в военном городке Черниговского района Приморского края. В 1962 году окончил Омский институт инженеров железнодорожного транспорта по специальности «Тепловозы и тепловозное хозяйство», получив квалификацию «инженер-механик путей сообщения». По направлению института работал помощником машиниста тепловоза, затем мастером по ремонту тепловозов и, после получения прав управления тепловозом и электровозом, — заместителем начальника локомотивного депо станции Аскиз Восточно-Сибирской железной дороги. В 1965—1968 годах работал инженером-ремонтником электровозов локомотивного узла ст. Белово Кемеровской области. С 1968 года начинает преподавать в Кировском политехническом институте (КирПИ) в должности старшего преподавателя кафедры электротехнических машин и аппаратов. В 1974 году защитил кандидатскую диссертацию на тему «Определение оптимальных параметров дополнительных полюсов машин, работающих при резко-переменных циклических нагрузках» (научный руководитель — заслуженный деятель науки и техники, доктор технических наук, профессор Михаил Фёдорович Карасёв). С 1975 по 1978 гг. — заместитель декана электротехнического факультета КирПИ. В 1977—1982 гг. — доцент кафедры «Электротехнические машины и аппараты».
С 1982 года — заведующий кафедрой электрических машин и аппаратов Вятского государственного университета. С 2017 года — профессор кафедры электрических машин и аппаратов Вятского государственного университета.

## Научные достижения
Анатолием Ивановичем Изотовым открыто новое направление в электромеханике — снижение износа щеток, коллекторов и контактных колец в машинах постоянного и переменного тока общепромышленного и авиационного исполнения (работающих в высотных условиях в сочетании с плюсовыми и минусовыми температурами) за счет нанесения нанопленок, образованных смазывающими щетками, выполненными на основе дисульфида молибдена.
Под руководством А. И. Изотова разработана промышленная технология изготовления нового материала для смазывающих щеток и начато его производство. Проведены промышленные испытания на коллекторных машинах переменного и постоянного тока в ОАО «Лепсе». Ведутся работы по внедрению смазывающих щеток в серийное производство на угловых шлифовальных машинах.
Автор свыше 230 научных публикаций, включая патенты и акты внедрения научных разработок в промышленность с реальным экономическим эффектом.

## Свидетельства и патенты на изобретения
- Свидетельство на изобретение № 1468346, СССР, «Способ определения времени формирования политурной пленки на коллекторе электрической машины» / А. И. Изотов, Л. Н. Негодяев, Л. К. Присмотрова, В. А. Шабардин, С. А. Изотов, В. И. Журавлев, В. Г. Пятин; заявитель — Кировский политехнический институт. — № 4154368; заявл. 02.12.1986; опубл. 15.11.1988.
- Авторское свидетельство на изобретение № 1584686, СССР, «Способ определения времени формирования политурной пленки на коллекторе электрической машины» / А. И. Изотов и другие, указанные в описании; заявитель — Кировский политехнический институт. — № 4496400; заявл. 05.07.1988.; опубл. 08.04.1990.
- Патент на изобретение № 1815710, СССР, «Щеточно-коллекторный узел» / А. И. Изотов, В. А. Шабардин, В. П. Дунин, Г. А. Мамаев, В. Б. Ившин, С. А. Изотов, Е. Н. Шпанцев.; патентообладатель — А. И. Изотов — № 4854938; заявл. 30.07.1990; опубл. 30.07.1990.
- Патент на изобретение № 2162261, Российская Федерация, «Узел скользящего токосъема электрических машин»; патентообладатель — А. И. Изотов. — № 99117107; заявл. 04.08.1999; опубл. 04.08.1999.
- Свидетельство на полезную модель № 23418 «Пантографный токосъемник» / К. К. Ким, С. Л. Колесов, А. И. Изотов.; заявитель и патентообладатель -Петербургский государственный университет путей сообщения. — № 2001100162; заявл. 03.01.2001; опубл. 03.01.2001.
- Патент на изобретение № 2291530, Российская Федерация, «Коллекторная электрическая машина переменного тока»; патентообладатель — А. И. Изотов. — № 2005124243; заявл. 29.07.2005; опубл. 10.01.2007.
- Патент на изобретение № 2309498, Российская Федерация, «Щелочно-коллекторный узел коллекторной электрической машины переменного тока» / А. И. Изотов, Г. А. Мамаев, В. А. Шабардин, В. Н. Тимошенко, Л. И. Новиков; патентообладатель — А. И. Изотов. — № 2006115216; заявл. 02.05.2006; опубл. 27.10.2007.
- Патент на полезную модель № 91479, Российская Федерация, «Щеточно-коллекторный узел» / Г. А. Мамаев, В. А. Шабардин, С. А. Изотов, С. В. Никулин, В. Н. Тимошенко; патентообладатель — А. И. Изотов. — № 2009139461; заявл. 26.10.2009; опубл. 10.02.2010.

## Акты внедрения
- Акт внедрения метода инженера А. И. Изотова «Определение оптимальных параметров дополнительных полюсов машин, работающих при резкопеременных циклических нагрузках» от 07 июня 1974 года, ЦЛАК ПI МК.
- Акт о внедрении результатов НИР № 569 «Расчет и настройка коммутации машин постоянного тока авиационного исполнения» от 27 апреля 1981 года, Кировский филиал агрегатного завода.
- Акт внедрения в серийное производство на ОАО «Лепсе» (г. Киров) технического решения, предложенного ВятГУ (кафедра электрических машин и аппаратов, руководитель работ — зав. кафедрой, к.т. н., доцент А. И. Изотов), по оптимизации давления на щетки МШУ-2-230-П от 31 октября 2007 года.
- Акт внедрения в серийное производство на ОАО «Лепсе» (г. Киров) технического решения, предложенного ВятГУ (кафедра электрических машин и аппаратов, руководитель работ — зав. кафедрой, к.т. н., доцент А. И. Изотов, ответственные исполнители — к.т. н., доцент Л. И. Новиков; преподаватель В. Н. Тимошенко), по оптимальному положению щёток на коллекторе в МШУ-2-230П от 1 сентября 2008 года.
- Акт внедрения в серийное производство на ОАО «Лепсе» (г. Киров) технического решения, предложенного ВятГУ (кафедра электрических машин и аппаратов, руководитель работ — зав. кафедрой, к.т. н., доцент А. И. Изотов), по улучшению технико-экономических показателей угловых шлифовальных машин МШУ 1,8-230; МШУ 2-230; МШУ 2,2-230 от 26.05.2006.
- Акт внедрения в серийное производство на ОАО «Лепсе» (г. Киров) технического решения, предложенного ВятГУ (кафедра электрических машин и аппаратов, руководитель работ — зав. кафедрой, к.т. н., доцент А. И. Изотов) по улучшению технико-экономических показателей угловых шлифовальных машин МШУ 1,8-230; МШУ 2-230; МШУ 2,2-230 от 26.05.2006.

## Избранные публикации
- Izotov A.I., Mamaev G.A.,Timoshenko V.N., Novikov L.I., Nikulin S.V., Izotov S.A., Fominykh A.A. The influence of mechanical factors in alternating-current collector machines on level of radio noise // Russian electrical engineering. — New York : Allerton Press, Inc., 2013. — № 8. — P. 463—465. — ISSN: 0013-5860
- Izotov, A.I., Bespalov, V.Y., Mamaev, G.A. et al. Brush-Wear Reduction in High-Altitude Direct-Current Motors. Russ. Electr. Engin. 89, 93-97 (2018). https://doi.org/10.3103/S1068371218020098 — ISSN: 1068-3712
- Izotov, А., Timoshenko, V., Izotov, S. Reducing Wear of Brushes in Special-Purpose Starter-Generator GS-12TOK // 2019 International Conference on Industrial Engineering, Applications and Manufacturing (ICIEAM). DOI: 10.1109/ICIEAM.2019.8742930
- Izotov S.A., Izotov A.I., Fominyh A.A. (2020) Influence of Physicochemical Processes on Reliability of Node of Sliding Current Collector of Electric Machines. In: Radionov A., Kravchenko O., Guzeev V., Rozhdestvenskiy Y. (eds) Proceedings of the 5th International Conference on Industrial Engineering (ICIE 2019). ICIE 2019. Lecture Notes in Mechanical Engineering. Springer, Cham. https://doi.org/10.1007/978-3-030-22041-9_113 — ISSN: 2195-4356

### Идентификаторы ученого и ссылки на профили в базах данных
1. Researcher ID (Web of Science Core Collection, Publons): ABA-3776-2020
2. Author ID (Scopus): 57205866247
3. ORCID: 0000-0003-4943-2499
4. Author ID (РИНЦ): 741592

## Награды и звания
- Доска Почета Кировского политехнического института (1981, 1989)
- Книга Почета Кировского политехнического института (1982)
- Почетная грамота Министерства образования Российской Федерации (2000)
- Почетная грамота Правительства Кировской области (2004)
- Заслуженный работник Высшей школы Российской Федерации (2011)
- Диплом лауреата премии Правительства Кировской области в области науки и техники с вручением медали (2012)
- Победитель конкурса «Лучший по профессии в ВятГУ» (2014)
- Почетный профессор Вятского государственного университета (2014)